# アンダー・ザ・シルバーレイク
『アンダー・ザ・シルバーレイク』（Under the Silver Lake）は、2018年のアメリカ合衆国のサスペンスコメディ映画。監督はホラー映画『イット・フォローズ』で注目を浴びたデヴィッド・ロバート・ミッチェル。主演はアンドリュー・ガーフィールド。共演はライリー・キーオ、トファー・グレイスら。本作は第71回カンヌ国際映画祭のコンペティション部門に正式出品されている。

## ストーリー
舞台はロサンゼルス。いい年になりながら人生に目的を見いだせない33歳のサムは、隣人の美しい女性サラに恋をする。空虚な日々を送っていたサムの日常は一変したように見えたが、ある日突然、サラが失踪する。サラを諦めきれないサムは、ロサンゼルスを調査し探し回るが、やがて、億万長者やセレブが絡む陰謀に巻き込まれていく。

## キャスト
※括弧内は日本語吹替
- サム: アンドリュー・ガーフィールド（小松史法） - 本作の主人公。恋した隣人のサラの失踪を調査する。
- サラ: ライリー・キーオ（熊谷海麗） - サムの隣人。ある日突然、失踪する。
- サムの友達: トファー・グレイス - サムの調査の手助けをする。
- トロイ: ゾーシャ・マメット（英語版）（三重野帆貴）
- ミリセント・セヴェンス: キャリー・ヘルナンデス（英語版）（竹村知美）
- コミック・マン: パトリック・フィスクラー（堀総士郎）
- バルーン・ガール: グレース・ヴァン・パットン（英語版）
- アレン: ジミ・シンプソン
- 女優: リキ・リンドホーム
- 最後の男 : ドン・マクマナス (菊池康弘)
- ソングライター : ジェレミー・ボブ (安崎求)
- その他の日本語吹き替え - 櫻庭裕士、宮中はるか、森啓一朗、森宮隆、田村千恵、きそひろこ、伊原正明、相馬康一、菊永あかり、大平あひる、横山友香、高瀬友、小若和郁那、村松凪、田所陽向、近松孝丞、川上ひろみ、東條達也

## 製作
2016年5月、デヴィッド・ロバート・ミッチェルが監督・脚本を務める新作にアンドリュー・ガーフィールドとダコタ・ジョンソンが出演すると報じられた。さらに、製作をクリス・ベンダー、マイケル・デ・ルカ、アデル・ロマンスキー、ジェイク・ワイナーが製作として参加することが分かった。2016年10月、トファー・グレイスと降板したジョンソンの代わりにライリー・キーオがキャストに加わった。2016年11月、ゾシア・マメット、ジミ・シンプソン、パトリック・フィッシュラー、ルーク・バイネス、キャリー・ヘルナンデス、リキ・リンドホーム、ドン・マクマナスがキャストに加わった。音楽は監督の前作『イット・フォローズ』に引き続きディザスターピースが担当した。

### 撮影
主要な撮影は2016年10月から開始した。

## 公開
2016年5月、A24が本作の全米配給権を獲得したと発表した。2018年5月15日、本作は第71回カンヌ国際映画祭でプレミア上映された。当初、本作は2018年6月22日に全米公開される予定だった。しかし、カンヌでの評価が思わしくなかったため、A24は再編集を行うことを決め、本作の全米公開日を同年12月7日に延期した。

## 作品の評価
Rotten Tomatoesによれば、146件の評論のうち高く評価しているのは58%にあたる84件にとどまっており、平均して10点満点中5.89点を得ている。
Metacriticによれば、31件の評論のうち高評価は16件、賛否混在は13件、低評価は2件、平均して100点満点中60点を得ている。